# Домброва-Лази (Підляське воєводство)
Домброва-Лази (пол. Dąbrowa-Łazy) — село в Польщі, у гміні Шепетово Високомазовецького повіту Підляського воєводства.
Населення — 173 особи (2011).
У 1975-1998 роках село належало до Ломжинського воєводства.

## Демографія
Демографічна структура станом на 31 березня 2011 року:
|          | Загалом | Допрацездатний вік | Працездатний вік | Постпрацездатний вік |
| -------- | ------- | ------------------ | ---------------- | -------------------- |
| Чоловіки | 81      | 17                 | 49               | 15                   |
| Жінки    | 92      | 18                 | 43               | 31                   |
| Разом    | 173     | 35                 | 92               | 46                   |